# Oleksí Potàpenko
Oleksí Andríiovitx Potàpenko o Aleksei Andréievitx Potàpenko (Kíev, 8 de maig de 1981) (Олексі́й Андрі́йович Пота́пенко en ucraïnès; Алексе́й Андре́евич Пота́пенко en rus), conegut artísticament com a Potap - Пота́п en ucraïnès i rus és un cantant de r'n'b, hip-hop i rap. També és empresari i fundador d'Empire Label. Canta principalment en rus.

## Discografia
- 2004 – Potap – Na svoei volne ili ano kaneshno potomusho shojh
- 2006 – Potap – Na drugoi volne ili ano kaneshno potomusho shojh
- 2008 – Potap & Nastya – Nepara
- 2009 – Potap & Nastya – Ne lubi mne mozgi
- 2013 – Potap & Nastya – Vse Puchkom
- 2015 – Potap & Nastya – Shchit I Myach
- 2015 – Mozgi – Bikini Album
- 2015 – Mozgi – Elektroshaurma
- 2016 – Mozgi –Bar
- 2017 – Mozgi – Na belom
- 2017 – PTP – Spelie Slivi EP
- 2018 – Mozgi – Vinos mozga